# Bocicoiu Mare
Bocicoiu Mare, ukrajinsky Великий Бичків / Velykyj Byčkiv, maďarsky Újbocskó, je obec v župě Maramureș v Transylvánii v Rumunsku. První písemná zmínka o obci pochází z roku 1442.

## Geografie
Obec leží na levém břehu Tisy, která zde tvoří hranici s Ukrajinou. Na protějším (pravém) břehu této řeky se nachází ukrajinský městys (ukrajinsky selyšče) Velký Bočkov.

## Místní části
- Bocicoiu Mare
- Crăciunești
- Lunca la Tisa
- Tisa.

## Obyvatelstvo
V roce 2021 zde žilo 4260 obyvatel, z toho 49,46% Rumunů, 40,09% Ukrajinců, 4,41% Maďarů, 0,35% obyvatel uvedlo jinou národnost a 5,68% obyvatel národnost neuvedlo.